# Општина Фратешти (Ђурђу)
Фратешти (рум. Frăteşti) општина је у Румунији у округу Ђурђу.
Oпштина се налази на надморској висини од 24 m.